# Белый, Иван Михайлович (бригадир)
Иван Михайлович Белый (1925, село Пески, теперь Полтавской области) — советский деятель, бригадир бригады судостроителей судостроительного завода имени 61 Коммунара, лауреат Государственной премии СССР (1975). Член ЦК КПУ в 1971—1976 г.

## Биография
В 1940 году окончил семилетнюю школу. В 1940—1942 г. — ученик Николаевской школы фабрично-заводского обучения. Вместе со школой был эвакуирован в город Астрахань, где в 1942 году был первый ее военный выпуск.
В 1942—1950 г. — служба на Военно-морском флоте СССР. В 1942 году — курсант Саратовской школы Военно-морского флота. Участник Великой Отечественной войны, воевал на торпедных катерах Дунайской флотилии.
С 1950 года начал работать на Николаевском судостроительном заводе имени 61 Коммунара.
С 1951 г. — бригадир бригады судостроителей Николаевского судостроительного завода имени 61 Коммунара. Возглавлял бригаду более 30 лет.
Член КПСС с 1959 года.
В 1975 году за участие в разработке и внедрение беспостельной сборки секций и блоков корпуса судов, рабочему-судостроителю впервые в истории судостроения было присвоено звание лауреата Государственной премии СССР и вручена бронзовая медаль ВДНХ СССР. За более чем 30-летний стаж работы официально подал более 100 рационализаторских предложений, 74 из которых были внедрены в производство.
Потом — на пенсии в городе Николаеве.

## Награды
- орден Ленина
- два ордена Октябрьской Революции
- орден Знак Почета
- медали
- лауреат Государственной премии СССР (1975)